# Sethia
Sethia é uma vila no distrito de Chhindwara, no estado indiano de Madhya Pradesh.

## Demografia
Segundo o censo de 2001, Sethia tinha uma população de 4559 habitantes. Os indivíduos do sexo masculino constituem 54% da população e os do sexo feminino 46%. Sethia tem uma taxa de literacia de 61%, superior à média nacional de 59.5%: a literacia no sexo masculino é de 70% e no sexo feminino é de 50%. Em Sethia, 14% da população está abaixo dos 6 anos de idade.